# Charles Grandgagnage
Pour les articles homonymes, voir Grandgagnage.
Charles Grandgagnage (né à Liège le 9 juin 1812 et mort dans cette même ville le 7 janvier 1878) est un linguiste, député et sénateur belge de tendance libérale. Il est l'un des fondateurs de la Société liégeoise de littérature wallonne en 1856 dont il est le président jusqu'en 1878.  

## Biographie
Charles Marie Joseph Grandgagnage, né à Liège le 9 juin 1812, est le fils de Charles Grandgagnage et de Catherine Dubois. Il est le neveu de Joseph Grandgagnage, magistrat et écrivain belge, auteur des Wallonnades. Il épouse le 18 avril 1844 à Verviers Eugénie de Schiervel qui lui donne trois enfants.
Il est un linguiste, toponymiste et étymologiste wallon considéré comme le père de la philologie wallonne. Son œuvre majeure est le Dictionnaire étymologique de la langue wallonne dont un premier volume paraît en 1845. Il est également l'auteur d'un glossaire roman liégeois. Il bénéficie d'une notoriété internationale et est correspondant du ministère de l'Instruction publique de France pour les travaux historiques et membre de la Société de Berlin.
Avec son oncle, il est fondateur de l'Institut archéologique liégeois en 1850. Il en devient bibliothécaire en 1857, vice-président en 1863 et président de 1866 à 1878. Il est également cofondateur et président de la Société liégeoise de littérature wallonne en 1857. 
Il se lance ensuite en politique et est élu en 1859 député de l'arrondissement de Liège à la Chambre des représentants. Il remplit ce mandat jusqu'en 1864. De 1871 à son décès, il est sénateur de ce même arrondissement.
À la suite de son décès à Liège le 7 janvier 1878, ses funérailles sont célébrées le 10 janvier 1878 à l'église Sainte-Véronique de Liège et il est inhumé au cimetière de Vaux-Borset.

## Œuvres
- Dictionnaire étymologique de la langue wallonne, Première partie, Liège, Félix Oudart, 1845-1847.
- Dictionnaire étymologique de la langue wallonne, Tome II, Bruxelles, 1850-1880.
- De l'origine des Wallons, dans: Bulletin de l'Institut archéologique liégeois, Liège, 1852.
- Étude sur quelques noms anciens de lieux situés en Belgique, dans: Annales de la Société archéologique de Namur, 1853.
- Notes étymologiques sur les noms de familles, dans: Annales de la Société archéologique de Namur, 1853.
- Chaudfontaine, 1853
- Mémoire sur les anciens noms de lieux dans la Belgique orientale, 1854
- De l'origine des Wallons, 1854
- Vocabulaire des anciens noms wallons d'animaux, de plantes et de minéraux, dans: Annales de la Société archéologique de Namur, 1856.
- Mémoire sur les anciens noms de lieux dans la Belgique orientale, Académie royale de Belgique, Mémoires couronnés et mémoires des savants étrangers, Bruxelles, 1855.
- Vocabulaire des noms wallons d'animaux, de plantes et de minéraux, 2ème édition, revue et augmentée, Liège, Librairie Ch. Gnusé, 1857.
- Vocabulaire des anciens noms de lieux de la Belgique orientale, Liège, Ch. Gnusé, 1859.
- Considérations sur l'enseignement universitaire et sur l'organisation des examens, Bruxelles, Decq, 1860.
- Versions wallonnes de la Parabole de l'Enfant prodigue, publiées avec avertissement de Charles Grandgagnage 1864.

## Hommages et distinctions
Une rue de Liège, située entre la rue Saint-Gilles et la rue Jonfosse, porte son nom.
Les distinctions suivantes lui ont été attribuées :
- Chevalier de l'ordre de Léopold (Belgique) ;
- Chevalier de l'ordre de la Maison ernestine de Saxe.